# Bert Patenaude
Bertrand Arthur Patenaude, dit Bert Patenaude (né le 4 novembre 1909 à Fall River, Massachusetts – mort le 4 novembre 1974 à Fall River), est un joueur de soccer de nationalité américaine appartenant à la communauté canadienne-française de Nouvelle-Angleterre 

## Biographie
Avec l'équipe des États-Unis, il marque quatre buts pendant la coupe du monde 1930, un contre la Belgique et trois contre le Paraguay.
Bert Patenaude est officiellement reconnu par la FIFA pour être l'auteur du premier coup du chapeau dans l'histoire de la coupe du monde, bien que l'un de ces buts inscrits contre le Paraguay est parfois considéré comme un but contre son camp d'Aurelio González.
Il meurt le 4 novembre 1974 à Fall River, jour de son 65e anniversaire.